# 데이비드 힉스
데이비드 나이팅게일 힉스(영어: David Nightingale Hicks, 1929년 3월 25일 ~ 1998년 3월 29일)는 영국의 실내 장식가이자 디자이너로 대담한 색채를 사용하고, 골동품과 현대적인 가구를 혼합하고, 그의 유명한 고객을 위해 현대 미술을 사용한 것으로 유명하다.